# شهرستان شرمن (کانزاس)
شهرستان شرمن، کانزاس (به انگلیسی: Sherman County, Kansas) یک سکونتگاه مسکونی در ایالات متحده آمریکا است که در کانزاس واقع شده‌است.